# Progress (Take That)
Progress è il sesto album in studio della boy band britannica Take That, il primo al quale partecipa Robbie Williams dal suo abbandono nel 1995, ma anche l'ultimo con Jason Orange prima del suo abbandono nel 2014.
Il disco è stato pubblicato nel Regno Unito il 15 novembre 2010 e in Italia il 22 novembre seguente.

## Successo commerciale
Progress è diventato l'album più venduto nel Regno Unito nel 2010, totalizzando 1,84 milioni copie. A coronamento del successo di vendite l'album ha ottenuto la candidatura al miglior album dell'anno ai BRIT Awards 2011.
L'album ha venduto 235 000 copie nel primo giorno di pubblicazione e il 6 aprile 2011 è stato annunciato il traguardo delle 2 milioni di copie vendute.

## Tracce
1. The Flood – 4:45
2. SOS – 3:44
3. Wait – 4:14
4. Kidz – 4:42
5. Pretty Things – 4:03
6. Happy Now – 4:02
7. Underground Machine – 4:15
8. What Do You Want from Me? – 4:37
9. Affirmation – 3:54
10. Eight Letters – 4:40
11. Flowerbed (Hidden Track) – 3:45

Durata totale: 46:41
iTunes Deluxe Edition
1. Progress in Action (Video)

## Classifiche
| Classifica (2010) | Posizione massima |
| ----------------- | ----------------- |
| Irlanda           | 1                 |
| Regno Unito       | 1                 |
| Italia            | 3                 |
| Svizzera          | 2                 |
| Austria           | 2                 |
| Francia           | 53                |
| Paesi Bassi       | 1                 |
| Belgio            | 1                 |
| Svezia            | 1                 |
| Finlandia         | 1                 |
| Norvegia          | 1                 |
| Danimarca         | 1                 |
| Spagna            | 17                |
| Grecia            | 1                 |

### Andamento settimanale nella classifica italiana
| Posizione | 3 | 6 | 11 | 12 | 9 | 10 | 10 | 13 | 18 | 30 | 28 | 32 | 29 | 35 | 45 | 56 | 62 | 64 | - | 90 | 97 | - | - | 96 | - | 93 | 91 |